# Сан Мигел де Тукуман
Сан Мигел де Тукуман (шп. San Miguel de Tucumán) је град у Аргентини у покрајини Тукуман. Према процени из 2005. у граду је живело 548.872 становника.
Овде се налази Музеј независности у Тукуману.

## Становништво
Према процени, у граду је 2005. живело 548.872 становника.
| 1980.   | 1991.   | 2001.   |
| ------- | ------- | ------- |
| 394.117 | 470.809 | 527.150 |

## Партнерски градови
- Њу Орлеанс
- Ерфурт
- Назарет Илит
- Чернивци
- Флоридија